# Randia lonicerioides
Randia lonicerioides es una especie de fanerógama de la familia Rubiaceae.

## Descripción
Esta especie está constituida por arbustos de 0.5 a 1 m de alto, muy ramificados, con corteza exfoliante, pardo-amarillenta. Hojas subsésiles, pecíolos de 1 a 2 mm o ausentes, láminas ovadas a deltoides, de 15 X 13 mm. Flores solitarias, sésiles, corola salveforme, blanca, al secarse cambia de color a azul obscuro, con 4 (5) lóbulos; estambres 4(5) con las anteras lineares y sésiles; los estilos de 1 a 2.5 cm de largo, con 2 estigmas elípticos. Frutos globosos de 0.8 a 1.2 cm de diámetro, semillas de 2 a 6, discoides.

## Distribución
Se distribuye en México, en el estado de Veracruz, en la zona del río Uxpanapa; cerca del lago de Catemaco y en el Istmo de Tehuantepec. También se ha registrado del noreste de Costa Rica, cerca de Puerto Viejo y del río San Rafael.

## Hábitat
Se desarrolla en el sotobosque del bosque tropical siempre verde, en las partes bajas, entre los 100 y 500 m s.n.m., sobre calizas.

## Estado de conservación
No se encuentra bajo ninguna categoría de riesgo en las normas mexicanas e internacionales (Norma Oficial Mexicana 059).